# Raimu
Raimu (właśc. Jules Auguste Muraire, ur. 18 grudnia 1883, zm. 20 września 1946), francuski aktor teatralny i filmowy. Debiutował na scenie w 1899. Umieszczony na liście najwybitniejszych Francuzów.

## Wybrana filmografia
- L' Homme au chapeau rond (1946)
- Le Colonel Chabert (1943)
- Untel père et fils (1943)
- L'Arlésienne (1942)
- Les Inconnus dans la maison (1941)
- La Fille du puisatier (1940)
- La Femme du boulanger (1938)
- Le Fauteuil 47 (1937)
- Gribouille (1937)
- L' Etrange Monsieur Victor (1937)
- Un carnet de bal (1937)
- Faisons un reve (1936)
- César (1936)
- L'Ecole des cocottes (1935)
- Fun in the Barracks (1932)
- Fanny (1932)
- Marius (1931)
- Le Blanc et le Noir (1930)
- Le fumiste (1912)